# Carlos di Laura
Carlos di Laura (* 19. Oktober 1964 in Lima) ist ein ehemaliger peruanischer Tennisspieler.

## Leben
Di Laura besuchte die Pepperdine University, für die er im Doppel antrat und an der Seite von Kelly Jones den NCAA-Doppeltitel erringen konnte. Bei den Olympischen Sommerspielen 1984 trat er bei den Demonstrationsturnieren für Spieler unter 21 Jahren an, bei der jedoch keine Medaillen vergeben wurden.
1985 wurde er Tennisprofi und spielte zunächst auf der ATP Challenger Tour, wo er 1986 in Porto Alegre sein erstes Turnier gewinnen konnte. Zudem siegte er an der Seite des Schweden Ronnie Båthman in der Doppelkonkurrenz von Messina, bereits sein zweiter Doppeltitel auf der Challenger Tour. Im selben Jahr stand er erstmals in einem Doppelfinale eines ATP-Turniers. Seinen ersten von insgesamt drei Turniersiegen im Doppel erreichte er 1987 an der Seite von Javier Sánchez. Einzig bei den French Open schaffte er die Qualifikation bei einem der Grand-Slam-Turniere. 1989 erreichte er mit Båthman das Halbfinale der French Open. Durch diese Halbfinalteilnahme verbesserte er sich auf Position 29 in der Doppel-Weltrangliste. Seine höchste Notierung im Einzel erlangte er 1986 mit Position 92.
Di Laura spielte zwischen 1981 und 1993 11 Einzel- sowie 14 Doppelpartien für die peruanische Davis-Cup-Mannschaft. Bis auf zwei Ausnahmen war sein Doppelpartner dabei stets Jaime Yzaga.
In den Jahren 1981 bis 1983 gewann er die peruanische Tennismeisterschaft im Einzelwettbewerb.

## Erfolge
| Legende                                                |
| Grand Slam                                             |
| Tennis Masters Cup                                     |
| Championship Series, Single Week Mercedes-Benz Super 9 |
| ATP Championship Series ATP International Series Gold  |
| ATP International Series Grand Prix (3)                |
| ATP Challenger Series (9)                              |

| ATP-Titel nach Belag |
| Hartplatz (0)        |
| Sand (3)             |
| Rasen (0)            |
| Teppich (0)          |

### Einzel

#### Turniersiege
| Nr. | Datum           | Turnier      | Belag | Finalgegner            | Ergebnis      |
| --- | --------------- | ------------ | ----- | ---------------------- | ------------- |
| 1.  | 30. März 1986   | Porto Alegre | Sand  | Blaine Willenborg      | 1:6, 7:6, 6:3 |
| 2.  | 19. April 1987  | Parioli      | Sand  | Guillermo Pérez Roldán | 6:3, 6:2      |
| 3.  | 26. April 1987  | Lissabon     | Sand  | Jesús Colás            | 6:1, 6:3      |
| 4.  | 15. Januar 1989 | Viña del Mar | Sand  | Pedro Rebolledo        | 6:4, 6:4      |

### Doppel

#### Turniersiege

##### ATP Tour
| Nr. | Datum              | Turnier  | Belag | Partner           | Finalgegner                         | Ergebnis |
| --- | ------------------ | -------- | ----- | ----------------- | ----------------------------------- | -------- |
| 1.  | 20. September 1987 | Madrid   | Sand  | Javier Sánchez    | Sergio Casal Emilio Sánchez Vicario | 7:6, 6:4 |
| 2.  | 2. Oktober 1988    | Palermo  | Sand  | Marcelo Filippini | Alberto Mancini Christian Miniussi  | 6:2, 6:0 |
| 3.  | 25. September 1989 | Bordeaux | Sand  | Tomás Carbonell   | Agustín Moreno Jaime Yzaga          | 6:4, 6:3 |

##### Challenger Tour
| Nr. | Datum             | Turnier        | Belag | Partner                | Finalgegner                      | Ergebnis      |
| --- | ----------------- | -------------- | ----- | ---------------------- | -------------------------------- | ------------- |
| 1.  | 8. Dezember 1985  | Rio de Janeiro | Sand  | Emilio Sánchez Vicario | Gustavo Guerrero Gustavo Tiberti | 4:6, 6:4, 6:2 |
| 2.  | 7. September 1986 | Messina        | Sand  | Ronnie Båthman         | Brett Buffington Denys Maasdorp  | 2:6, 6:3, 7:5 |
| 3.  | 8. Februar 1987   | São Paulo      | Sand  | Ronnie Båthman         | César Kist João Soares           | 6:4, 6:4      |
| 4.  | 29. März 1987     | Marrakesch     | Sand  | Tarik Benhabiles       | Jim Pugh Magnus Tideman          | 4:6, 6:3, 6:4 |
| 5.  | 18. Juni 1989     | Saragossa      | Sand  | Carlos Costa           | Juan Carlos Báguena Borja Uribe  | 4:6, 7:6, 7:5 |

#### Finalteilnahmen
| Nr. | Datum              | Turnier   | Belag | Partner         | Finalgegner                   | Ergebnis      |
| --- | ------------------ | --------- | ----- | --------------- | ----------------------------- | ------------- |
| 1.  | 22. Juni 1986      | Athen     | Sand  | Claudio Panatta | Libor Pimek Blaine Willenborg | 7:5, 4:6, 2:6 |
| 2.  | 28. September 1986 | Barcelona | Sand  | Claudio Panatta | Jan Gunnarsson Joakim Nyström | 3:6, 4:6      |